# Сен-Луї (Верхній Рейн)
Сен-Луї́ (фр. Saint-Louis) — місто та муніципалітет у Франції, у регіоні Гранд-Ест, департамент Верхній Рейн. Населення — 22 698 осіб (01.01.2021).
Муніципалітет розташований на відстані близько 420 км на схід від Парижа, 115 км на південь від Страсбурга, 60 км на південь від Кольмара. Він знаходиться у прикордонному трикутнику Франція—Німеччина—Швейцарія та межує з Базелем (CH) і Вайлем-на-Рейні (D). Європейський Аеропорт Базель-Мюлуз-Фрайбурґ також знаходиться біля цього міста на французькій території.

## Історія
До 2015 року муніципалітет перебував у складі регіону Ельзас. Від 1 січня 2016 року належить до нового об'єднаного регіону Гранд-Ест.

## Демографія
Динаміка населення (INSEE ):
Розподіл населення за віком та статтю (2006):
| Стать | Всього | До 15 років | 15-24 | 25-44 | 45-64 | 65-85 | Понад 85 |
| --- | ------ | ----------- | ----- | ----- | ----- | ----- | -------- |
| Чоловіки | 9652   | 1818        | 1319  | 3009  | 2482  | 942   | 82       |
| Жінки | 10 227 | 1919        | 1299  | 3002  | 2474  | 1339  | 194      |
| \| Статево-вікова піраміда \| Статево-вікова піраміда \| Статево-вікова піраміда \| \| ----------------------- \| ----------------------- \| ----------------------- \| \| Чоловіки \| Вік \| Жінки \| \| 82 \| 85 + \| 194 \| \| 106 \| 80-84 \| 280 \| \| 261 \| 75-79 \| 285 \| \| 238 \| 70-74 \| 402 \| \| 337 \| 65-69 \| 372 \| \| 529 \| 60-64 \| 407 \| \| 649 \| 55-59 \| 669 \| \| 702 \| 50-54 \| 733 \| \| 602 \| 45-49 \| 665 \| \| 709 \| 40-44 \| 688 \| \| 769 \| 35-39 \| 733 \| \| 730 \| 30-34 \| 732 \| \| 801 \| 25-29 \| 849 \| \| 665 \| 20-24 \| 732 \| \| 654 \| 15-20 \| 567 \| \| 542 \| 10-14 \| 597 \| \| 647 \| 5-9 \| 636 \| \| 629 \| 0-4 \| 686 \| |        |             |       |       |       |       |          |
| Статево-вікова піраміда |        |             |       |       |       |       |          |
| Чоловіки | Вік    | Жінки       |       |       |       |       |          |
| 82 | 85 +   | 194         |       |       |       |       |          |
| 106 | 80-84  | 280         |       |       |       |       |          |
| 261 | 75-79  | 285         |       |       |       |       |          |
| 238 | 70-74  | 402         |       |       |       |       |          |
| 337 | 65-69  | 372         |       |       |       |       |          |
| 529 | 60-64  | 407         |       |       |       |       |          |
| 649 | 55-59  | 669         |       |       |       |       |          |
| 702 | 50-54  | 733         |       |       |       |       |          |
| 602 | 45-49  | 665         |       |       |       |       |          |
| 709 | 40-44  | 688         |       |       |       |       |          |
| 769 | 35-39  | 733         |       |       |       |       |          |
| 730 | 30-34  | 732         |       |       |       |       |          |
| 801 | 25-29  | 849         |       |       |       |       |          |
| 665 | 20-24  | 732         |       |       |       |       |          |
| 654 | 15-20  | 567         |       |       |       |       |          |
| 542 | 10-14  | 597         |       |       |       |       |          |
| 647 | 5-9    | 636         |       |       |       |       |          |
| 629 | 0-4    | 686         |       |       |       |       |          |

## Економіка
2010 року серед 13 606 осіб працездатного віку (15—64 років) 10 136 були активними, 3470 — неактивними (показник активності 74,5%, у 1999 році було 73,7%). З 10 136 активних мешканців працювали 8374 особи (4479 чоловіків та 3895 жінок), безробітними було 1762 (920 чоловіків та 842 жінки). Серед 3470 неактивних 1060 осіб було учнями чи студентами, 788 — пенсіонерами, 1622 були неактивними з інших причин.

У 2010 році в муніципалітеті числилось 8734 оподатковані домогосподарства, у яких проживали 18988,0 особи, медіана доходів виносила 19 354 євро на одного особоспоживача